# 윤기수
윤기수(尹琪秀, 1971년 3월 19일 ~ )은 전 KBO 리그 야구 선수의 내야수이다.

## 출신학교
- 1987년 ~ 1990년 : 마산고등학교
- 1990년 ~ 1994년 : 경성대학교 (1990학번)